# Конрад фон Вальбек
Конрад фон Вальбек (нем. Konrad von Walbeck; XI век) — граф Вальбека, бургграф Магдебурга, сын графа Вальбека и бургграфа Магдебурга Фридриха фон Вальбек (974 - после 1012) и его жены Титберги, племянник епископа и историка Титмара Мерзебургского.

## Биография
О его деятельности ничего не известно. Наследовал графство Вальбек и бургграфство Магдебург после смерти отца (не ранее 1012 года).  Тот в своё время получил графство Вальбек после смерти своего старшего брата Генриха фон Вальбек (погиб в бою в 1002 году или позже).
После смерти Конрада его дочь Матильда наследовала Вальбек, а его единоутробный брат Майнфрид, сын Титберги от второго брака, наследовал бургграфство Магдебург. Майнфрид был бургграфом уже в 1073 году.

## Брак и дети
Конрад был женат на Адельгейде из Баварии. Единственный ребёнок - дочь:
- Матильда, наследница Вальбека, вышла замуж за графа Дитриха фон Плёцкау.